# Brunnenmeile Duisburg

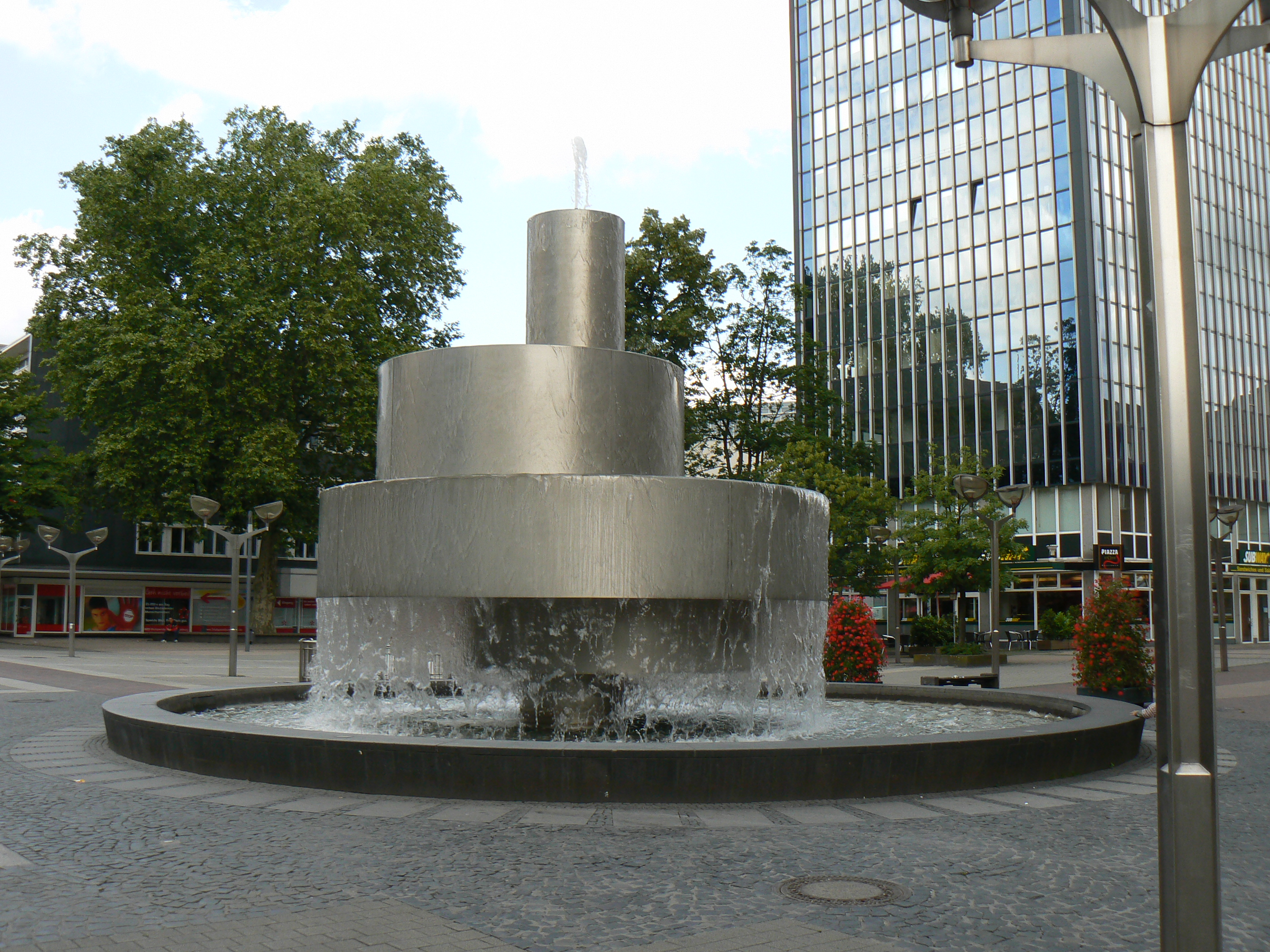
Zonder Titel (1983) André Volten

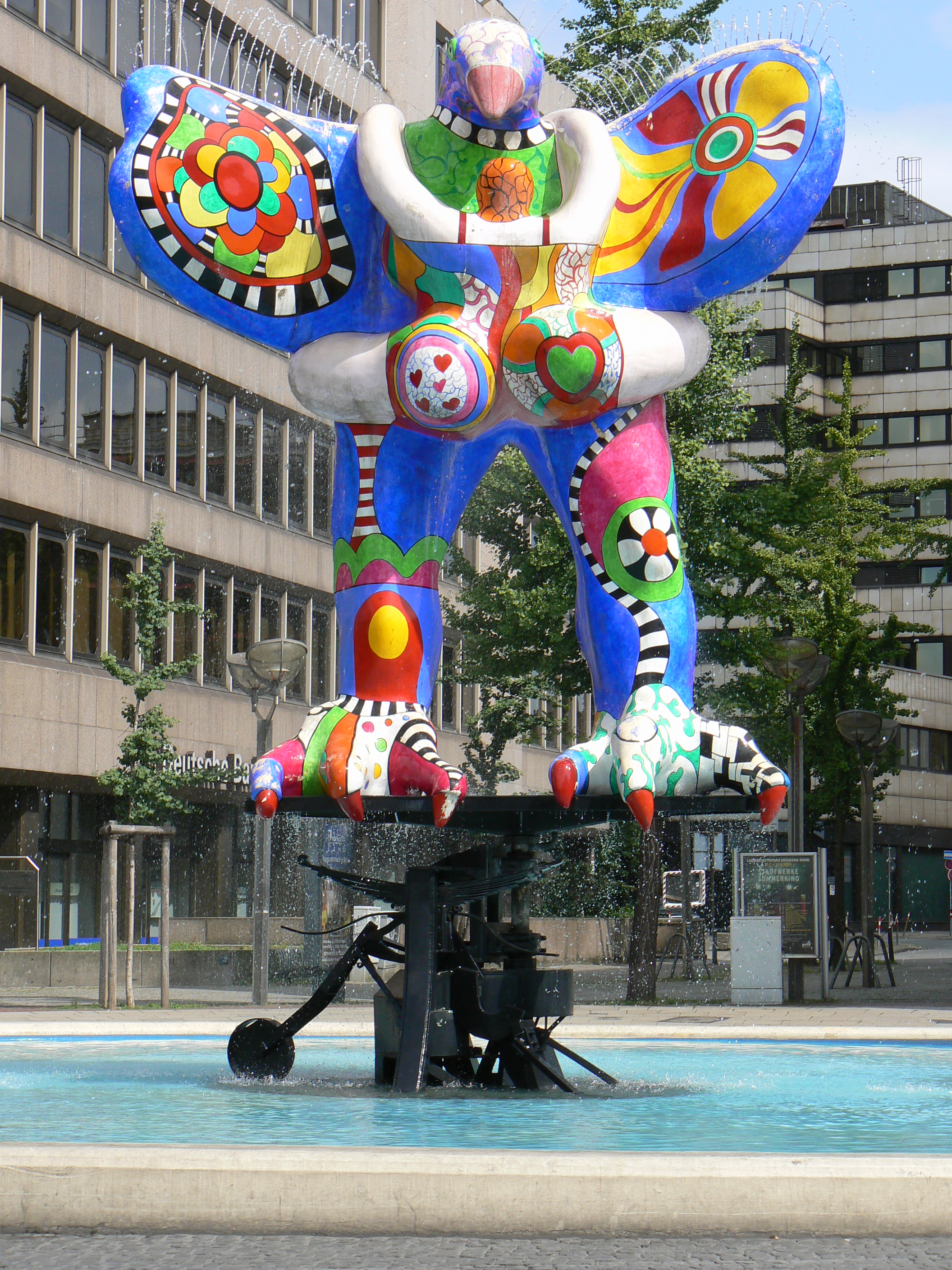
Lifesaver (1989/1993) Niki de Saint Phalle/Jean Tinguely

De Brunnenmeile Duisburg is een beeldenroute in het stadscentrum van Duisburg in Duitsland. De Brunnenmeile is ongeveer een kilometer lang en bestaat uit 11 fonteinen, waarvan 6 nieuwe die zijn ontworpen door Duitse en enkele internationaal bekende beeldhouwers en vijf oude. De route, die werd voltooid in 1993, volgt van oost naar west de voetgangerszone Königsstraße.

## Fonteinen/sculpturen
- 1 André Volten, Zonder titel (1983) - De start van de Brunnenmeile en bijgenaamd de Waschmaschine

- 2 Otmar Alt, Wassermühle (1986) - Sculptuur van brons bestaande uit planten en bloemen bijgenaamd de Kaffeemühle

- 3 Friederich Werthmann, Mercatorkugel (1965) - In 1993 in het project geïntegreerd en toen geplaatst in een betonnen bassin met een doorsnede van 11 meter (Hommage aan Gerard Mercator)

- 4 Ulf Hegewald, Stadtbild (1991-1993) - Waterlandschap uit beton en roodbruine keramiek

- 5 Niki de Saint Phalle/Jean Tinguely, Lifesaverbrunnen (1989-1993) - Duisburgs beroemdste en vanwege de kosten meest omstreden beeld

- 6 Thomas Virnich, Schiffsmasken (1991-1993) - Scheepsboegen en tevens maskers

- 7 Wasa Marjanov, Skulptur für Duisburg (1992) - roestvrij staal in een marmeren bassin

- 8 August Kraus, Männeken Pis (1908) - Geen kopie van Manneken Pis van Brussel. Het beeldje (80cm) kreeg pas in 1992 (na schandalen (onzedelijk) en omzwervingen in Duisburg) in het stadscentrum een volwaardige plaats in de Brunnenmeile

- 9 Gerhard Schülke/Joseph Reiss, Mercatorbrunnen (1878) - Genoemd naar Gerardus Mercator, die van 1552 - 1594 in Duisburg leefde en werkte

- 10 Onbekende kunstenaar, Triton- of Delphinbrunnen (1971 geplaatst) -

- 11 Zoltan Szekessy, IHK-Brunnen (1958) - Ter viering van het 125-jarig bestaan van de Industrie- und Handelskammer geplaatst